# Жінки на хвилях
«Жінки на хвилях» (англ. Women on Waves, WoW) — нідерландська неурядова громадська організація, створена в 1999 році лікаркою Ребеккою Гомпертс. Організація відстоює право жінок на аборти, надає послуги в галузі репродуктивного здоров'я (зокрема, медикаментозні аборти) та освіти для жінок у країнах, де діють обмежувальні закони щодо абортів. Послуги включають консультації про контрацептиви, індивідуальне консультування з питань репродукції, семінари та навчання з питань небажаної вагітності. Семінари проводяться для юристів, лікарів, художників, письменників, громадських активістів охорони здоров'я, а також просто для бажаючих дізнатися про методи контрацепції та безопераційні аборти в домашніх умовах з використанням препаратів міфепристон (RU-486) та мізопростол. Послуги надаються на спеціально обладнаному човні, де знаходиться мобільна клініка. Коли зафрахтований організацією корабель відвідує країну, жінки за попереднім записом піднімаються на борт корабля, який потім відпливає приблизно 20 км (12 миль) у міжнародні води, де на борту починають діяти виключно закони Нідерландів. У рамках цієї юрисдикції медичний персонал корабля надає послуги у галузі репродуктивного здоров'я, включаючи медикаментозний аборт.
Дизайн мобільної клініки розробив нідерландський художник та скульптор Йоп ван Лисхаут, що дозволило зареєструвати її як художній об'єкт (інсталяцію) для оминання заборон, що виникали при митному декларуванні медичного обладнання.
Волонтери та співробітники організації «Жінки на хвилях» у різних країнах стали об'єктом переслідувань з боку державних органів, релігійних організацій та місцевих груп, які виступають проти абортів та/або протизаплідних засобів. Організацію звинувачують у поновленні дебатів про аборти в країнах, куди приїжджають її представники.

## Ребекка Гомпертс

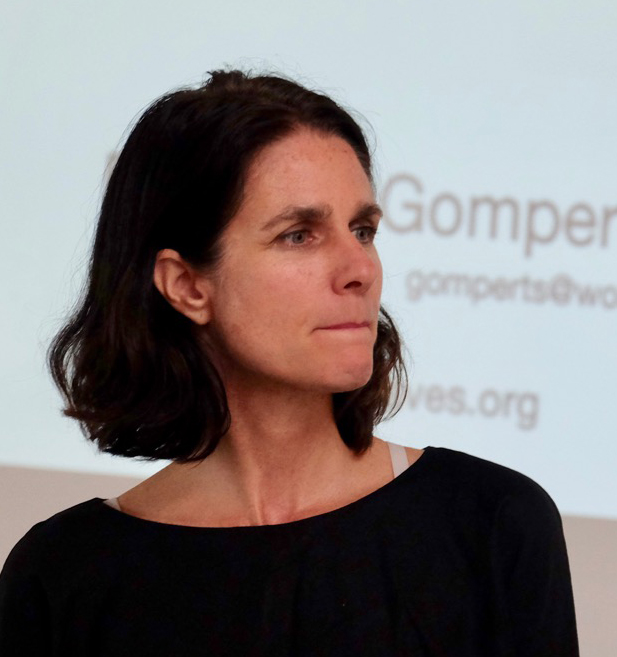
Ребекка Гомпертс, Лодзь, Польща, 2017 рік

Ребекка Гомпертс — лікарка-терапевтка, художниця та феміністична активістка. Гомпертс народилась в 1966 році і виросла в портовому місті Фліссінген, Нідерланди. Вона переїхала до Амстердаму в 1980-х роках, де одночасно вивчала мистецтво та медицину. Спираючись на свій досвід роботи штатною лікаркою на човні Greenpeace Rainbow Warrior II, Гомпертс створила «Жінки на хвилях» як варіант вирішення проблем зі здоров'ям, викликаних нелегальними абортами.
Відвідуючи Латинську Америку на борту Rainbow Warrior II, вона надихнулася бажанням сприяти подальшим соціальним змінам та турботою про здоров'я жінок. У деяких країнах щодня виконується до 800 незаконних небезпечних абортів. При цьому в деяких інших країнах, таких як Нідерланди, мешканки мають легальний доступ до безпечних медикаментозних абортів та протизаплідних засобів. У співпраці з художником Йопом ван Лісхаутом Ребекка Гомпертс розробила пересувну гінекологічну установку під назвою «A-portable», яку можливо встановлювати на зафрахтованих кораблях.

## Пересувна клініка
Пересувну клініку «A-portable» спроектував нідерландський художник і скульптор Йоп ван Лісхаут. Клініка знаходиться в модернізованому транспортному контейнері. Він пофарбований у блакитний колір, з обох боків намальований логотип «Жінок на хвилях», розроблений Кесом Райтером у 2001 році: «пурпурна пляма, на якій, у свою чергу, плаває помаранчева фігура у формі частини квадратного хреста, обведена рожевим контуром — символізує гуманітарну та медичну допомогу». Для подорожі транспортний контейнер розміщується на кораблях, зареєстрованих у Нідерландах, та орендується неурядовою організацією.
Всередині контейнер є гінекологічною клінікою, в якій кваліфіковані фахівці проводять консультації з контрацепції, планування сім'ї та медикаментозних абортів. Процедурний кабінет обладнаний відповідно до вимог закону Нідерландів про аборти. Відповідно до закону, у тому випадку, коли переривання вагітності проводять після 45 днів, клініці потрібна спеціальна ліцензія. Препарати міфепристон + мізопростол зареєстровані в Нідерландах лише для використання до 49 днів вагітності. Тобто для більшості випадків не потрібен спеціальний дозвіл на такі послуги. Тим не менш, у березні 2001 року «Жінки на хвилях» подали заявку на отримання ліцензії, щоб уникнути будь-яких побоювань щодо безпеки пацієнтів на борту корабля. Як правило, у клініці працюють два лікарі та медсестра. Фахові волонтери також проводять на кораблі навчання та консультування. Екіпаж корабля майже повністю жіночий. У портах тих країн, де це дозволено, персонал корабля проводить семінари з юридичних та медичних питань. Під час відвідування країн з обмежувальними законами корабель для надання послуг виходить у нейтральні води, зупиняючись зазвичай приблизно за 12 миль від берега, де починаються нейтральні води і втрачається юридична територіальність.
«A-portable» функціонує як медична клініка, але також вважається витвором мистецтва. Початкові кошти на створення «A-portable» були виділені голландським фондом Мондріана (візуального мистецтва і культурної спадщини), який фінансується державою. Ламберт-Бітті зазначає, що Клер Бішоп, історик, критик та професор мистецтва, інтерпретує «A-portable» як «нове політичне мистецтво».
В 2002 році, після спірних дебатів у парламенті Нідерландів, міністр охорони здоров'я Ельс Борст дозволила медичному персоналу «Жінок на хвилях» пропонувати вагітним жінкам комбінацію препаратів міфепристон та мізопростол. За словами Борста, це рішення відповідало політиці уряду щодо сексуальної незалежності жінок. Дозвіл було надано за умови, що препарат використовуватимуть лише для переривання вагітності терміном до дев'яти тижнів та у присутності гінеколога.
Зараз допомога жінкам стала ширшою: у багатьох країнах Європи та Америки діє телемедична служба, коли медикаментозне переривання вагітності відбувається в домашніх умовах без спостереження лікаря, таблетки надсилаються додому поштою.

## Експедиції

### Ірландія
Першу експедицію «Жінки на хвилях» здійснили до Ірландії у 2001 році. На човні знаходилися два лікарі і одна медсестра. Мета полягала в тому, щоб стимулювати рух за лібералізацію законів Ірландії про аборти, бо на той час в Ірландії діяли найсуворіші заборони на аборти в Європі. Прийнятий ще в 1861 році закон забороняв аборти у всіх випадках, крім порятунку життя матері.
За три дні до експедиції в Ірландію Міністерство охорони здоров'я Нідерландів оголосило про необхідність перевірки клініки, яку призначили через три тижні. Тоді Ребекка задекларувала, що «A-portable» є витвором мистецтва, оскільки автором дизайну був нідерландський художник та скульптор Йоп ван Лісхаут.
У цій експедиції не робили хірургічні чи медичні аборти. Були лише інформаційні семінари, на яких окремим особам та групам розповідали про аборти, небажану вагітність, протизаплідні засоби. При цьому голландське законодавство обмежувало їхню діяльність наданням інформації, але без надання самих протизаплідних засобів.
Корабель було запрошено ірландськими організаціями прихильників права вибору для жінок, які скоординували рекламну кампанію до його прибуття. Корабель став на якір в порту Дублін, але потім вирушив у міжнародні води для надання освітніх послуг, оскільки закон Ірландії забороняв обговорення абортів та контрацептивів. Під час знаходження у порту Дубліна корабель відвідало близько 300 жінок. Усі послуги надавались безкоштовно.
В 2016 році організація «Жінки на хвилях» у співпраці з групою прихильників абортів використовувала дрони та швидкісні човни для доставки таблеток для медикаментозного аборту жінкам у Північній Ірландії.
Лише у 2017 році аборти в Ірландії стали легальними.

### Польща
В 2003 корабель з медичним центром та відповідніимимедикаментиами ідвідав Польщу. Прибульців звинуватили у порушенні польських законів проти абортів. Протестувальники закидали корабель фальшивою кров'ю та яйцями. Таблетки перераховували та опечатували. Але після виходу човна у нейтральні води печатки зривали. Через чотири місяці уряд Польщі зняв звинувачення, зазначивши, що немає жодних доказів того, що були порушені закони Польщі. Офіційна польська соціологічна компанія Centrum Badania Opinii Spolecznej виявила, що до візиту «Жінок на хвилях» 44 % населення підтримували лібералізацію законів про аборти, а після візиту цей відсоток зріс до 56. У 2015 році «Жінки на хвилях» відправили дрон із таблетками для аборту з Франкфурта (Німеччина), через кордон у Слубиці (Польща). Німецька поліція намагалася завадити дронам відлетіти, але безуспішно. Польська поліція конфіскувала дрони та особисті iPad пілотів дронів.

### Португалія
У 2004 році корабель, на борту якого знаходився комплекс «A-portable», був фізично заблокований військовим кораблем на вході в португальські води. У 2009 році Європейський суд з прав людини ухвалив рішення на користь позивачів у справі Women on Waves and Others v. Portugal. Суд звернув увагу на неприпустимість у демократичній країні обмежень свободи висловлювань та зборів. Суд ухвалив, що хоча Португалія мала право застосовувати свої закони, що забороняють аборти, можна було забезпечити дотримання закону менш насильницькими способами, наприклад, ізолюючи препарати для переривання вагітності, які були на борту корабля.

### Іспанія
В 2008 році корабель «Жінок на хвилях» прибув до Валенсії (Іспанії), де його зустріли неоднозначно. Одні демонстранти підтримали, інші виступили проти. Відповідно до Католицького інформаційного агентства,
18 жовтня група з 40 феміністок зібралася, щоб протистояти протестувальникам проти абортів, яких зібралося вчетверо більше. Вони роздали коробки сірників із зображенням палаючої церкви та підписом: «Єдина церква, яка приносить світло,— це та, що горить. Приєднуйтесь до нас!»

19 жовтня феміністки знову зібралися, щоб роздати сірники, але вирішили розійтися після того, як були приголомшені великою кількістю протестувальників проти абортів, які зібралися в порту, де пришвартовано корабель для абортів.
Коли з корабля спробували приєднатись до протестувальників, співробітники портового патруля на маленькому човні закріпили мотузку на носі корабля і спробували відтягнути його від причалу.

### Марокко
Ібтіссам Лачгар з організації «Альтернативний рух за індивідуальну свободу» запросив «Жінок на хвилях» відвідати Марокко у 2012 році. 3 жовтня 2012 року міністерство охорони здоров'я Марокко закрило порт Смир, щоб не допустити прибуття зафрахтованого «Жінками на хвилях» корабля. Це була перша спроба організації вийти на берег в країні із мусульманською більшістю. Були присутні протестувальники проти абортів, багато хто ніс відповідні плакати. Активістка Ребека Гомпертс була в порту, щоб зустріти корабель, але після зустрічі з протестувальниками її відвели.

### Гватемала
22 лютого 2017 року корабель з мобільною клінікою на борту пришвартувався в Пуэрто-Кетсале на узбережжі Тихого океану для п'ятиденного візиту. 23 лютого запланована прес-конференція була перервана невдовзі після початку і військові заблокували човен, не дозволивши активістам висадитись, а бажаючим піднятись на борт. Католицькі та інші релігійні лідери та політики висловлювалися проти корабля та його місії: «Човен смерті прибув до Гватемали», — сказав депутат Рауль Ромеро під час засідання Конгресу. Корабель «Жінок на хвилях» був відтіснений у міжнародні води гватемальським військовим кораблем. Аргумент для висилки полягав у тому, що співробітники організації збрехали імміграційній владі, заявивши, що вони туристи, але насправді прибули з медичною місією, щоб робити аборти.

### Мексика
У квітні 2017 року корабель з Аделаїди пришвартувався в Ікстапалі (Мексика), де аборти заборонені на більшій частині території країни. Для проведення процедури команда відвезла жінок, які бажають зробити аборт, за тринадцять миль від узбережжя Мексики.

## Women on Web
Після португальської експедиції Ребекка Гомпертс заснувала телемедичну організацію «Women on Web» (у українських виданнях зустрічається переклад «Жінки в інтернеті») і сайт womenonweb.org, запропонувавши жінкам отримувати електронною поштою консультації про безпечні способи проведення медикментозного абортуа. Волонтери також надають психологічну підтримку. Після медичного опитування є можливість отримати по звичайній пошті відповідні медикаменти. При цьому організація просить пожертву, але якщо жінка через складну економічну ситуацію не має можливості підтримати проект, ліки їй все одно відправлять. У своєму інтерв'ю Ребекка Гомпертс згадує:
Коли в 2005 році я заснувала проект Women on Web, його сприйняли вкрай неоднозначно. Реакцією на наше перше дослідження 2008 року став заголовок в Daily Telegraph: «Жінки наражають на небезпеку своє здоров'я, використовуючи сайт для абортів». Не минуло й семи років, як це ж видання опублікувало статтю «Медичний аборт: все, що потрібно знати, шукайте на сайті „Women on Web“»— Інтерв'ю: доктор Ребекка Гомпертс та аборт як елемент системи охорони здоров'я

### Допомога українкам
В Україні під час російського вторгнення в Україну 2022 року для жінок загострилась проблема абортів. Українкам буває важко знайти протизаплідні пігулки, а для зґвалтованих під час війни важливі і препарати для переривання вагітності. Тому Women on Web активізувала свою роботу в Україні і тепер пропонує консультації українською мовою. Значною проблемою тема абортів стала для великої кількості українських жінок, які виїхали до Польщі. Журналістка Настя Подорожня з початком російського вторгнення створила гарячу лінію «Мартинка» для біженок з України. Ця служба активно співпрацює з Women on Web.

## Документальний фільм
У 2014 році на кінофестивалі «SXSW» в Остіні, штат Техас, США, відбулася прем'єра документального фільму Даяни Віттен «Vessel» («Човен» або «Корабель») про «Жінок на хвилях». Він отримав численні нагороди.

## Феміністський активізм
В академічній статті, опублікованій в журналі «Journal of Women in Culture and Society», Керрі Ламберт-Бітті стверджує, що «човен [є] одним з найсміливіших прикладів феміністської активності за останній час».